# Pruebas de preparación 2023
Las pruebas de preparación para Francia 2023 fueron las décimas en la historia de la Copa Mundial de Rugby y se jugaron del 14 de julio al 27 de agosto.

## Julio
Durante julio se llevaron a cabo The Rugby Championship 2023 y la Pacific Nations Cup 2023, estos partidos no integran la clasificación.
| 14 de julio       | Tonga                                                                                              | 27 – 21 | Australia A                                                                 | Estadio deportivo Teufaiva, Nukualofa                  |                                                        |
| 15:00 (UTC+13:00) | Tries Piutau 3' Inisi 11' Funaki 25' Takulua 33' Conversiones Havili (2) 12', 26' Penal Mausia 76' |         | Tries 49' Toole 60' Anderson 71' Flook Conversiones 50', 61', 72' (3) Foley | Asistencia: 10.000 espectadores Árbitro(s): Dan Waenga | Asistencia: 10.000 espectadores Árbitro(s): Dan Waenga |

| de julio    | Japón                              | 27 – 41 | All Blacks XV                  | ?, ?                                     |                                          |
| 16:30 (UTC) | Tries Conversiones (2) Penales (2) |         | Tries Conversiones (2) Penales | Asistencia: . espectadores Árbitro(s): ? | Asistencia: . espectadores Árbitro(s): ? |

| de julio    | Escocia                            | 25 – 13 | Italia                         | ?, ?                                     |                                          |
| 16:30 (UTC) | Tries Conversiones (2) Penales (2) |         | Tries Conversiones (2) Penales | Asistencia: . espectadores Árbitro(s): ? | Asistencia: . espectadores Árbitro(s): ? |

| de julio    | Namibia                            | 27 – 34 | Argentina XV                   | ?, ?                                     |                                          |
| 16:30 (UTC) | Tries Conversiones (2) Penales (2) |         | Tries Conversiones (2) Penales | Asistencia: . espectadores Árbitro(s): ? | Asistencia: . espectadores Árbitro(s): ? |

| de julio    | Uruguay                            | 26 – 25 | Chile                          | ?, ?                                     |                                          |
| 16:30 (UTC) | Tries Conversiones (2) Penales (2) |         | Tries Conversiones (2) Penales | Asistencia: . espectadores Árbitro(s): ? | Asistencia: . espectadores Árbitro(s): ? |

## 5 de agosto
La jornada empezó con la disputa de la Copa Bledisloe.
|             | Nueva Zelanda                      | 23 – 20 | Australia                      | ?, ?                                     |                                          |
| 16:30 (UTC) | Tries Conversiones (2) Penales (2) |         | Tries Conversiones (2) Penales | Asistencia: . espectadores Árbitro(s): ? | Asistencia: . espectadores Árbitro(s): ? |

|             | Escocia                            | 25 – 21 | Francia                        | ?, ?                                     |                                          |
| 16:30 (UTC) | Tries Conversiones (2) Penales (2) |         | Tries Conversiones (2) Penales | Asistencia: . espectadores Árbitro(s): ? | Asistencia: . espectadores Árbitro(s): ? |

|             | Gales                              | 20 – 9 | Inglaterra                     | ?, ?                                     |                                          |
| 16:30 (UTC) | Tries Conversiones (2) Penales (2) |        | Tries Conversiones (2) Penales | Asistencia: . espectadores Árbitro(s): ? | Asistencia: . espectadores Árbitro(s): ? |

|             | Rumania                            | 17 – 31 | Estados Unidos                 | ?, ?                                     |                                          |
| 16:30 (UTC) | Tries Conversiones (2) Penales (2) |         | Tries Conversiones (2) Penales | Asistencia: . espectadores Árbitro(s): ? | Asistencia: . espectadores Árbitro(s): ? |

|             | Irlanda | 33 – 17 | Italia                                                                         | Estadio Aviva, Dublín                                      |                                                            |
| 16:30 (UTC) | Tries Kilcoyne 12' Doris 30', 73' McCloskey 36' Healy 65' Conversiones Crowley (3) 13', 31', 37' Frawley 74' |         | Tries 51' Pani 68' Menoncello Conversiones 52', 69' (2) Allan Penales 3' Allan | Asistencia: 43.500 espectadores Árbitro(s): Mathieu Raynal | Asistencia: 43.500 espectadores Árbitro(s): Mathieu Raynal |

|                   | Argentina                                                               | 13 – 24 | Sudáfrica                                                                               | Estadio José Amalfitani, Buenos Aires                       |                                                             |
| 16:10 (UTC-03:00) | Try Bertranou 22' Conversión Boffelli 23' Penales Boffelli (2) 37', 51' |         | Tries 41' Mapimpi 45' Moodie Conversión 2' Libbok Penales 15', 58', 67', 70' (4) Libbok | Asistencia: 49.540 espectadores Árbitro(s): Nika Amashukeli | Asistencia: 49.540 espectadores Árbitro(s): Nika Amashukeli |

|             | Uruguay                            | 26 – 18 | Namibia                        | ?, ?                                     |                                          |
| 16:30 (UTC) | Tries Conversiones (2) Penales (2) |         | Tries Conversiones (2) Penales | Asistencia: . espectadores Árbitro(s): ? | Asistencia: . espectadores Árbitro(s): ? |

|             | Chile                              | 13 – 40 | Argentina XV                   | ?, ?                                     |                                          |
| 16:30 (UTC) | Tries Conversiones (2) Penales (2) |         | Tries Conversiones (2) Penales | Asistencia: . espectadores Árbitro(s): ? | Asistencia: . espectadores Árbitro(s): ? |

## 10 al 15 de agosto
| 10 de agosto | Tonga                              | 28 – 3 | Canadá           | ?, ?                                     |                                          |
| 16:30 (UTC)  | Tries Conversiones (2) Penales (2) |        | Penal 11' Nelson | Asistencia: . espectadores Árbitro(s): ? | Asistencia: . espectadores Árbitro(s): ? |

| 12 de agosto | Georgia                            | 56 – 6 | Rumania                        | ?, ?                                     |                                          |
| 16:30 (UTC)  | Tries Conversiones (2) Penales (2) |        | Tries Conversiones (2) Penales | Asistencia: . espectadores Árbitro(s): ? | Asistencia: . espectadores Árbitro(s): ? |

| 12 de agosto | Inglaterra                         | 19 – 17 | Gales                          | ?, ?                                     |                                          |
| 16:30 (UTC)  | Tries Conversiones (2) Penales (2) |         | Tries Conversiones (2) Penales | Asistencia: . espectadores Árbitro(s): ? | Asistencia: . espectadores Árbitro(s): ? |

| 12 de agosto | Francia | 30 – 27 | Escocia                                                                                            | Estadio Geoffroy-Guichard, Saint-Étienne              |                                                       |
| 21:05 (CEST) | Tries Ntamack 32' Penaud 42' Ollivon 44' Conversiones Ramos (3) 33', 43', 46' Penales Ramos (3) 8', 22', 79' |         | Tries 4', 74' Steyn 62' Van der Merwe 67' Darge Conversiones 6', 68' (2) Russell Penal 11' Russell | Asistencia: 41.101 espectadores Árbitro(s): Nic Berry | Asistencia: 41.101 espectadores Árbitro(s): Nic Berry |

| 12 de agosto | Portugal                           | 46 – 20 | Estados Unidos                 | ?, ?                                     |                                          |
| 16:30 (UTC)  | Tries Conversiones (2) Penales (2) |         | Tries Conversiones (2) Penales | Asistencia: . espectadores Árbitro(s): ? | Asistencia: . espectadores Árbitro(s): ? |

| 12 de agosto | Chile                              | 26 – 28 | Namibia                        | ?, ?                                     |                                          |
| 16:30 (UTC)  | Tries Conversiones (2) Penales (2) |         | Tries Conversiones (2) Penales | Asistencia: . espectadores Árbitro(s): ? | Asistencia: . espectadores Árbitro(s): ? |

| 15 de agosto | Tonga                              | 36 – 12 | Canadá                         | ?, ?                                     |                                          |
| 16:30 (UTC)  | Tries Conversiones (2) Penales (2) |         | Tries Conversiones (2) Penales | Asistencia: . espectadores Árbitro(s): ? | Asistencia: . espectadores Árbitro(s): ? |

## 18 y 19 de agosto
| 18 de agosto | Samoa                              | 28 – 14 | Barbarians                     | ?, ?                                     |                                          |
| 16:30 (UTC)  | Tries Conversiones (2) Penales (2) |         | Tries Conversiones (2) Penales | Asistencia: . espectadores Árbitro(s): ? | Asistencia: . espectadores Árbitro(s): ? |

| 18 de agosto | Uruguay                            | 33 – 13 | Argentina XV                   | ?, ?                                     |                                          |
| 16:30 (UTC)  | Tries Conversiones (2) Penales (2) |         | Tries Conversiones (2) Penales | Asistencia: . espectadores Árbitro(s): ? | Asistencia: . espectadores Árbitro(s): ? |

| 19 de agosto | Gales                              | 16 – 52 | Sudáfrica                      | ?, ?                                     |                                          |
| 16:30 (UTC)  | Tries Conversiones (2) Penales (2) |         | Tries Conversiones (2) Penales | Asistencia: . espectadores Árbitro(s): ? | Asistencia: . espectadores Árbitro(s): ? |

| 19 de agosto | Georgia                            | 22 – 7 | Estados Unidos                       | ?, ?                                     |                                          |
| 16:30 (UTC)  | Tries Conversiones (2) Penales (2) |        | Try 32' De Haas Conversión 33' Carty | Asistencia: . espectadores Árbitro(s): ? | Asistencia: . espectadores Árbitro(s): ? |

| 19 de agosto | Irlanda                                                                                    | 29 – 10 | Inglaterra                                         | Estadio Aviva, Dublín                                     |                                                           |
| 16:30 (UTC)  | Tries Aki 9' Ringrose 39' Lowe 57' Hansen 62' Earls 73' Conversiones Byrne 10' Crowley 74' |         | Try 71' Sinckler Conversión 72' Ford Penal 5' Ford | Asistencia: 51.000 espectadores Árbitro(s): Paul Williams | Asistencia: 51.000 espectadores Árbitro(s): Paul Williams |

| 19 de agosto | Italia                             | 57 – 7 | Rumania           | Stadio Riviera delle Palme, San Benedetto del Tronto   |                                                        |
| 16:30 (UTC)  | Tries Conversiones (2) Penales (2) |        | Try 39' Try penal | Asistencia: 9.122 espectadores Árbitro(s): Luke Pearce | Asistencia: 9.122 espectadores Árbitro(s): Luke Pearce |

| 19 de agosto | Francia                            | 34 – 17 | Fiyi                           | ?, ?                                     |                                          |
| 16:30 (UTC)  | Tries Conversiones (2) Penales (2) |         | Tries Conversiones (2) Penales | Asistencia: . espectadores Árbitro(s): ? | Asistencia: . espectadores Árbitro(s): ? |

## Últimas pruebas
Las últimas pruebas se realizaron el último fin de semana de agosto. Esta jornada tuvo el único partido de los Wallabies y dejó la mayor victoria sudafricana en el Superclásico.
| 25 de agosto | Nueva Zelanda                          | 7 – 35 | Sudáfrica | Estadio de Twickenham, Londres                             |                                                            |
| 16:30 (UTC)  | Try Roigard 70' Conversión Mo'unga 71' |        | Tries 17' Kolisi 33' Arendse 41' Marx 58' Mbonambi 66' Smith Conversiones 18', 34', 42', 60', 68' (5) Libbok | Asistencia: 80.827 espectadores Árbitro(s): Matthew Carley | Asistencia: 80.827 espectadores Árbitro(s): Matthew Carley |

| 26 de agosto | Namibia                            | 30 – 43 | Bulls                          | ?, ?                                     |                                          |
| 16:30 (UTC)  | Tries Conversiones (2) Penales (2) |         | Tries Conversiones (2) Penales | Asistencia: . espectadores Árbitro(s): ? | Asistencia: . espectadores Árbitro(s): ? |

| 26 de agosto | Inglaterra                                                                       | 22 – 30 | Fiyi                         | Estadio de Twickenham, Londres                          |                                                         |
| 16:30 (UTC)  | Tries May 9' Smith 57' Marchant 68' Conversiones Ford (2) 58', 69' Penal Ford 6' |         | Tries Conversiones (2) Penal | Asistencia: 56.854 espectadores Árbitro(s): Jaco Peyper | Asistencia: 56.854 espectadores Árbitro(s): Jaco Peyper |

| 26 de agosto | Italia                             | 42 – 21 | Japón                          | ?, ?                                     |                                          |
| 16:30 (UTC)  | Tries Conversiones (2) Penales (2) |         | Tries Conversiones (2) Penales | Asistencia: . espectadores Árbitro(s): ? | Asistencia: . espectadores Árbitro(s): ? |

| 26 de agosto | Escocia                            | 33 – 6 | Georgia                        | Estadio Murrayfield, ?                   |                                          |
| 16:30 (UTC)  | Tries Conversiones (2) Penales (2) |        | Tries Conversiones (2) Penales | Asistencia: . espectadores Árbitro(s): ? | Asistencia: . espectadores Árbitro(s): ? |

| 26 de agosto | Portugal                           | 17 – 30 | Australia A                    | ?, ?                                     |                                          |
| 16:30 (UTC)  | Tries Conversiones (2) Penales (2) |         | Tries Conversiones (2) Penales | Asistencia: . espectadores Árbitro(s): ? | Asistencia: . espectadores Árbitro(s): ? |

| 26 de agosto | España            | 3 – 62 | Argentina | Estadio Metropolitano, Madrid                            |                                                          |
| 20:45 (CEST) | Penal Vinuesa 28' |        | Tries 12' Mallía 14' Sclavi 24' M. Carreras 34' Cubelli 57' Kremer 58' De la Fuente 63', 80' Bogado 67' Isa Conversiones 13', 15', 25', 35', 58', 64', 80' (7) Sánchez Penal 4' Sánchez | Asistencia: 20.000 espectadores Árbitro(s): Andrew Brace | Asistencia: 20.000 espectadores Árbitro(s): Andrew Brace |

| 26 de agosto | Irlanda                            | 17 – 13 | Samoa                          | ?, ?                                     |                                          |
| 16:30 (UTC)  | Tries Conversiones (2) Penales (2) |         | Tries Conversiones (2) Penales | Asistencia: . espectadores Árbitro(s): ? | Asistencia: . espectadores Árbitro(s): ? |

| 26 de agosto | Chile                              | 26 – 28 | Argentina XV                   | ?, ?                                     |                                          |
| 16:30 (UTC)  | Tries Conversiones (2) Penales (2) |         | Tries Conversiones (2) Penales | Asistencia: . espectadores Árbitro(s): ? | Asistencia: . espectadores Árbitro(s): ? |

| 27 de agosto | Francia | 41 – 17 | Australia                                                                | Estadio de Francia, Saint-Denis                         |                                                         |
| 17:45 (CEST) | Tries Danty 7' Penaud 56', 74' Villière 63' Conversiones Ramos (2) 8', 58' Jaminet 76' Penales Ramos (4) 25', 28', 36', 54' Jaminet 80+1' |         | Tries 13' Nawaqanitawase 61' McReight 78' Vunivalu Conversión 62' Gordon | Asistencia: 80.000 espectadores Árbitro(s): Luke Pearce | Asistencia: 80.000 espectadores Árbitro(s): Luke Pearce |

## Legado
Sólo se destacan las 9 primeras selecciones del World Rugby Ranking.
- Argentina: Michael Cheika eliminó a Santiago Cordero y Matías Orlando.
- Australia: Eddie Jones eliminó a los históricos Quade Cooper y Michael Hooper.
- Escocia: la estrella y excapitán Stuart Hogg decidió retirarse antes de que empezaran, motivado por sus lesiones no curadas.
- Francia: en la segunda prueba contra el Cardo, se lesionó la estrella Romain Ntamack y quedó descartado.[1]
- Gales: Alun Wyn Jones, el rugbista con más pruebas jugadas, decidió retirarse antes de que empezaran debido a su avanzada edad.
- Inglaterra: Steve Borthwick eliminó a Henry Slade.
- Irlanda: X.
- Nueva Zelanda: Ian Foster eliminó a TJ Perenara, debido a que no se recuperó al 100% de una lesión.
- Sudáfrica: Jacques Nienaber decidió no llevar a los lesionados Lukhanyo Am, Lood de Jager y Handré Pollard.

| Predecesor: Japón 2019 | Pruebas de preparación Francia 2023 | Sucesor: Australia 2027 |